# Elección presidencial de Chile de 1952
La elección presidencial de Chile de 1952 se llevó a cabo el 4 de septiembre de 1952 y dio como vencedor por mayoría relativa a Carlos Ibáñez del Campo, con el 46,79 % de los votos. Esta fue la primera elección chilena de presidente en la cual se incorporó el sufragio femenino. A raíz de esto, el padrón electoral se duplicó con respecto a la elección anterior.

## Candidatos

### Pedro Enrique Alfonso
Pedro Enrique Alfonso era el candidato del Partido Radical, apoyado también por el espectro socialcristiano de la política. Esperaban sus partidarios que fuera el cuarto gobierno radical seguido, desde que Pedro Aguirre Cerda entró a la Moneda.
Previo a las elecciones, los radicales gobernaban en coalición con el Partido Conservador Social Cristiano, la Falange Nacional y el Partido Democrático en el llamado gabinete de Sensibilidad Social. El 12 de octubre de 1951, los falangistas proclamaron como su candidato presidencial al senador Eduardo Frei Montalva en un acto celebrado en la ciudad de Talca. Por su parte, los conservadores socialcristianos levantaron la candidatura del también senador Manuel Muñoz Cornejo.
Los partidos gobiernistas realizaron una convención del 11 al 13 de enero de 1952 para escoger al candidato, sin llegar a acuerdo. Finalmente, el 3 de mayo, día en que la Falange Nacional le entregó formalmente su apoyo, se decidió que el candidato del oficialismo sería Pedro Enrique Alfonso.

### Salvador Allende
Candidato del Partido Socialista, el senador Salvador Allende se presentaba por primera vez a la presidencia de la república. Si bien estaría apoyado por el proscrito comunismo, muchos de los votos socialistas se desviarían a Ibáñez.

### Carlos Ibáñez del Campo
Expresidente, Carlos Ibáñez del Campo, intentó en varias oportunidades anteriores ganar el sillón presidencial vía electoral. A la fecha era senador independiente por Santiago, sólo tenía el apoyo de partidos pequeños, siendo los principales el Partido Socialista Popular y el Partido Agrario Laborista, entre otros más.

### Arturo Matte
Senador del Partido Liberal, apoyado por su partido y el Conservador Tradicionalista, Arturo Matte había sido antes Ministro de Hacienda de Juan Antonio Ríos, y tenía cierto arrastre en sectores de centro.
Para definir al candidato de oposición, se realizó una convención nacional el 14 y 15 de julio de 1951, en la cual asistirían 500 representantes del Partido Liberal, 500 del Partido Conservador Tradicionalista, 240 del Partido Nacional Agrario liderado por Jaime Larraín García-Moreno, 100 del Partido Democrático Nacional, 50 del Partido Liberal Progresista, 30 del Partido Regionalista de Magallanes y 200 independientes. Finalmente asistieron 1550 a la convención realizada en el Salón de Honor del Congreso Nacional.
La primera ronda de votaciones era libre, con lo cual los convencionales podían entregar su preferencia a quien quisieran, siendo el resultado el siguiente:
|  | 32,61 % |

|  | 29,13 % |

|  | 17,90 % |

|  | 6,06 % |

|  | 4,22 % |

|  | 3,81 % |

|  | 2,38 % |

|  | 1,77 % |

La segunda ronda de votaciones en la convención entregó el siguiente resultado:
|  | 47,22 % |

|  | 29,22 % |

|  | 11,22 % |

|  | 8,26 % |

|  | 2,51 % |

A partir de ello, las 3 primeras mayorías se enfrentaron en una votación final que dio como ganador a Arturo Matte.
|  | 72,74 % |

|  | 26,34 % |

|  | 0,92 % |

## Campaña
Inicialmente la campaña se tendió a pensar como una confrontación entre Alfonso y Matte, representantes de dos de los sectores más fuertes de la política chilena, el radicalismo y la derecha. Salvador Allende tenía en su contra la proscripción del Partido Comunista y el arrastre de votos populares de Ibáñez.[cita requerida]
Carlos Ibáñez fijó su campaña en contra de la política tradicional y logró atraer a la gente con ese discurso; con el lema “Ibáñez al poder y la escoba a barrer” se le mostraba como un hombre que llevó a Chile a una época de oro durante su anterior presidencia, y que barrería con toda la corrupción de los partidos políticos tradicionales. Este discurso tuvo un gran éxito debido al agotamiento de los gobiernos radicales, los cuales habían propiciado un estatismo desmedido y una gran corrupción.[cita requerida]

## Resultados

### Elección popular

#### Nacional
El triunfo de Ibáñez fue aplastante. Sirvió a aquello la crisis estructural por la que estaba pasando el país y el desprestigio total en que había caído la política tradicional por su corrupción e ineficiencia.[cita requerida] Cabe destacar que esta fue la primera elección presidencial en que las mujeres tuvieron derecho a voto.
|  | 46,79 % |

|  | 27,81 % |

|  | 19,95 % |

|  | 5,45 % |

#### Por provincia
|                                 | Carlos Ibáñez del Campo     | 7006      | 46,85 %   | 13 512     | 55,89 %    | 5218       | 43,05 %    | 7425   | 23,34 % | 7765    | 33,96 % | 43 258     | 50,95 %    | 176 325 | 54,8 %  |
|                                 | Arturo Matte                | 3230      | 21,6 %    | 2707       | 11,2 %     | 1778       | 14,67 %    | 10 314 | 32,42 % | 8723    | 38,15 % | 20 419     | 24,05 %    | 78 890  | 24,52 % |
|                                 | Pedro Enrique Alfonso       | 3356      | 22,44 %   | 5460       | 22,59 %    | 4593       | 37,9 %     | 12 169 | 38,25 % | 5704    | 24,95 % | 16 971     | 19,99 %    | 43 776  | 13,61 % |
|                                 | Salvador Allende            | 1363      | 9,11 %    | 2495       | 10,32 %    | 531        | 4,38 %     | 1905   | 5,99 %  | 674     | 2,95 %  | 4250       | 5,01 %     | 22 762  | 7,07 %  |
| Total de votos válidos          | Total de votos válidos      | 14 955    | 99,43 %   | 24 174     | 99,7 %     | 12 120     | 99,9 %     | 31 813 | 99,65 % | 22 866  | 99,47 % | 84 898     | 99,83 %    | 321 753 | 99,71 % |
| Votos nulos y en blanco         | Votos nulos y en blanco     | 85        | 0,57 %    | 73         | 0,3 %      | 12         | 0,10 %     | 111    | 0,35 %  | 122     | 0,53 %  | 141        | 0,17 %     | 923     | 0,29 %  |
| Total de sufragios emitidos     | Total de sufragios emitidos | 15 050    | 100 %     | 24 247     | 100 %      | 12 132     | 100 %      | 31 924 | 100 %   | 22 988  | 100 %   | 85 039     | 100 %      | 322 676 | 100 %   |
| Candidato                       | Candidato                   | O'Higgins | O'Higgins | Colchagua  | Colchagua  | Curicó     | Curicó     | Talca  | Talca   | Maule   | Maule   | Linares    | Linares    |         |         |
|                                 | Carlos Ibáñez del Campo     | 15 016    | 40,39 %   | 5874       | 25,86 %    | 4624       | 33,19 %    | 12 078 | 41,4 %  | 4404    | 29,18 % | 11 265     | 42,2 %     |         |         |
|                                 | Arturo Matte                | 14 498    | 39 %      | 12 068     | 53,13 %    | 5585       | 40,09 %    | 10 433 | 35,76 % | 5956    | 39,47 % | 10 807     | 40,48 %    |         |         |
|                                 | Pedro Enrique Alfonso       | 6095      | 16,39 %   | 4187       | 18,43 %    | 3153       | 22,63 %    | 5586   | 19,15 % | 4483    | 29,71 % | 4117       | 15,42 %    |         |         |
|                                 | Salvador Allende            | 1567      | 4,22 %    | 587        | 2,58 %     | 570        | 4,09 %     | 1078   | 3,69 %  | 247     | 1,64 %  | 505        | 1,89 %     |         |         |
| Total de votos válidos          | Total de votos válidos      | 37 176    | 99,66 %   | 22 716     | 99,5 %     | 13 932     | 99,39 %    | 29 175 | 99,58 % | 15 090  | 99,72 % | 26 694     | 99,65 %    |         |         |
| Votos nulos y en blanco         | Votos nulos y en blanco     | 125       | 0,34 %    | 115        | 0,5 %      | 86         | 0,61 %     | 124    | 0,42 %  | 42      | 0,28 %  | 95         | 0,35 %     |         |         |
| Total de sufragios emitidos     | Total de sufragios emitidos | 37 301    | 100 %     | 22 831     | 100 %      | 14 018     | 100 %      | 29 299 | 100 %   | 15 132  | 100 %   | 26 789     | 100 %      |         |         |
| Candidato                       | Candidato                   | Ñuble     | Ñuble     | Concepción | Concepción | Arauco     | Arauco     | Biobío | Biobío  | Malleco | Malleco | Cautín     | Cautín     |         |         |
|                                 | Carlos Ibáñez del Campo     | 13 103    | 34,34 %   | 30 650     | 48,97 %    | 2584       | 26,26 %    | 7382   | 39,4 %  | 9543    | 40,76 % | 23 650     | 49,46 %    |         |         |
|                                 | Arturo Matte                | 13 489    | 35,35 %   | 13 320     | 21,28 %    | 2442       | 24,81 %    | 6257   | 33,39 % | 7728    | 33,01 % | 14 009     | 29,3 %     |         |         |
|                                 | Pedro Enrique Alfonso       | 10 653    | 27,92 %   | 13 155     | 21,02 %    | 3318       | 33,72 %    | 4362   | 23,28 % | 5608    | 23,96 % | 8952       | 18,72 %    |         |         |
|                                 | Salvador Allende            | 909       | 2,38 %    | 5468       | 8,74 %     | 1497       | 15,21 %    | 736    | 3,93 %  | 531     | 2,27 %  | 1208       | 2,53 %     |         |         |
| Total de votos válidos          | Total de votos válidos      | 38 154    | 99,87 %   | 62 593     | 99,66 %    | 9841       | 99,90 %    | 18 737 | 99,6 %  | 23 410  | 99,78 % | 47 819     | 99,63 %    |         |         |
| Votos nulos y en blanco         | Votos nulos y en blanco     | 48        | 0,13 %    | 216        | 0,34 %     | 10         | 0,10 %     | 75     | 0,40 %  | 52      | 0,22 %  | 179        | 0,37 %     |         |         |
| Total de sufragios emitidos     | Total de sufragios emitidos | 38 202    | 100 %     | 62 809     | 100 %      | 9851       | 100 %      | 18 812 | 100 %   | 23 462  | 100 %   | 47 998     | 100 %      |         |         |
| Candidato                       | Candidato                   | Valdivia  | Valdivia  | Osorno     | Osorno     | Llanquihue | Llanquihue | Chiloé | Chiloé  | Aisén   | Aisén   | Magallanes | Magallanes |         |         |
|                                 | Carlos Ibáñez del Campo     | 16 133    | 50,97 %   | 8101       | 48,97 %    | 7977       | 43,29 %    | 4144   | 32,62 % | 1843    | 60,51 % | 7559       | 65,42 %    |         |         |
|                                 | Arturo Matte                | 7724      | 24,40 %   | 4248       | 22,53 %    | 5477       | 29,72 %    | 4329   | 34,08 % | 307     | 10,08 % | 639        | 5,53 %     |         |         |
|                                 | Pedro Enrique Alfonso       | 6546      | 20,68 %   | 6025       | 31,96 %    | 4501       | 24,42 %    | 4081   | 32,12 % | 759     | 24,92 % | 2750       | 23,80 %    |         |         |
|                                 | Salvador Allende            | 1248      | 3,94 %    | 477        | 2,53 %     | 474        | 2,57 %     | 150    | 1,18 %  | 137     | 4,50 %  | 606        | 5,24 %     |         |         |
| Total de votos válidos          | Total de votos válidos      | 31 651    | 99,74 %   | 18 851     | 99,76 %    | 18 429     | 99,57 %    | 12 704 | 99,69 % | 3046    | 99,84 % | 11 554     | 99,46 %    |         |         |
| Votos nulos y en blanco         | Votos nulos y en blanco     | 83        | 0,26 %    | 46         | 0,24 %     | 80         | 0,43 %     | 40     | 0,31 %  | 5       | 0,16 %  | 63         | 0,54 %     |         |         |
| Total de sufragios emitidos     | Total de sufragios emitidos | 31 734    | 100 %     | 18 897     | 100 %      | 18 509     | 100 %      | 12 744 | 100 %   | 3051    | 100 %   | 11 617     | 100 %      |         |         |
| Fuente: Urzúa Valenzuela, 1992. |                             |           |           |            |            |            |            |        |         |         |         |            |            |         |         |

#### Por mesas de varones y mujeres
| Candidato                       | Candidato                     | Votos   | Votos   | Votos   | Votos   |
| Candidato                       | Candidato                     | Varones | %       | Mujeres | %       |
| ------------------------------- | ----------------------------- | ------- | ------- | ------- | ------- |
|                                 | Carlos Ibáñez del Campo       | 322 892 | 48,41 % | 123 547 | 43,02 % |
|                                 | Arturo Matte Larraín          | 173 680 | 26,04 % | 91 677  | 31,93 % |
|                                 | Pedro Enrique Alfonso Barrios | 132 159 | 19,81 % | 58 201  | 20,27 % |
|                                 | Salvador Allende Gossens      | 38 240  | 5,73 %  | 13 735  | 4,78 %  |
| Total de votos válidos          | Total de votos válidos        | 666 971 | 69,9 %  | 287 160 | 30,1 %  |
| Fuente: Urzúa Valenzuela, 1992. |                               |         |         |         |         |

### Elección del Congreso Pleno
Al no tener ninguno de los candidatos la mayoría absoluta, de acuerdo a la Constitución de 1925, le correspondía al Congreso Pleno elegir entre aquellos dos candidatos que habían obtenido las más altas mayorías relativas. Este eligió a Ibáñez, quien había obtenido la más alta mayoría.
La votación del Congreso Pleno (diputados y senadores), realizada el 24 de octubre de 1952, fue la siguiente:
|  | 91,67 % |

|  | 8,33 % |